# نانگولی جات
نانگولی جات
شهر نانگولی جات (به انگلیسی: Nangloi Jat) با جمعیت ۲۵۱٫۴۷۰ نفر در ایالت ناحیه هم‌پیوسته دهلی در کشور هند واقع شده‌است.